# Longlin
Der Autonome Kreis Longlin mehrerer Nationalitäten (chinesisch 隆林各族自治县, Pinyin Lónglín gèzú Zìzhìxiàn; Zhuang Lungzlinz Gakcuz Swciyen) ist ein autonomer Kreis im Autonomen Gebiet Guangxi der Zhuang-Nationalität im Süden der Volksrepublik China. Er gehört zum Verwaltungsgebiet der bezirksfreien Stadt Bose. Er hat eine Fläche von 3.516 Quadratkilometern und zählt 360.300 Einwohner (Stand: 2018). Sein Hauptort ist die Großgemeinde Xinzhou (新州镇).

## Administrative Gliederung
Auf Gemeindeebene setzt sich der Kreis aus vier Großgemeinden und zwölf Gemeinden zusammen. 

## Frühmenschen-Funde
In der Nähe der Ortschaft De'e entdeckte 1979 der Geologe Li Changqing in der als Longlin-Höhle bezeichneten Fundstelle einen teilweise erhaltenen Unterkiefer und einige weitere Körperknochen, die in Kunming untersucht wurden und 2012 auf ein Alter von 11.510 ± 255 kalibrierte Kalenderjahre vor heute datiert wurden. Sie ähneln den Funden aus der rund 300 Kilometer entfernten Malu-Höhle (Maludong, übersetzt: Rotwild-Höhle), die seit 1989 erforscht wird und nahe der Stadt Menzi liegt; hier wurden unter anderem ein teilweise erhaltener Schädel, Unterkiefer-Fragmente und einzelne Zähne geborgen, die zwischen 14.500 und 13.000 kalibrierte Kalenderjahre vor heute alt sind. Die morphologischen Merkmale der Funde unterscheiden sich deutlich von den Merkmalen der heute in China lebenden Bevölkerung, sie ähneln hingegen weitaus älteren afrikanischen Fossilien. Daher wurden sie zwar dem modernen Menschen (Homo sapiens) zugeordnet, allerdings gehören sie möglicherweise zu einer gesonderten, an beiden Fundorten lebenden Gruppierung von Zuwanderern aus Afrika, die früher und getrennt von den unmittelbaren Vorfahren der heutigen Chinesen die Region besiedelten.
In Anlehnung an einen der Fundorte wurde die Population als Rotwildhöhlen-Menschen (Red Deer Cave people) bezeichnet.